# Irengia guianensis
Irengia guianensis är en tvåvingeart som beskrevs av Townsend 1935. Irengia guianensis ingår i släktet Irengia och familjen parasitflugor. Inga underarter finns listade i Catalogue of Life.